# Бокс на літніх Олімпійських іграх 1960
Змагання з боксу на   літніх Олімпійських іграх 1960 проходили з 25 серпня по 5 вересня. Було розіграно 10 комплектів нагород. Система підрахунку очок була новою, оскільки тепер було п'ять суддів замість трьох, як було раніше.

## Загальний медальний залік
Збірні Італії та США вибороли найбільше золотих медалей — по три. Найбільша кількість медалей загалом у збірних Італії та Польщі — по сім.
  *   Країна-господарка (Італія)
| Місце                | Країна                          | Золото | Срібло | Бронза | Загалом |
| -------------------- | ------------------------------- | ------ | ------ | ------ | ------- |
| 1                    | Італія*                         | 3      | 3      | 1      | 7       |
| 2                    | США                             | 3      | 0      | 1      | 4       |
| 3                    | Польща                          | 1      | 3      | 3      | 7       |
| 4                    | СРСР                            | 1      | 2      | 2      | 5       |
| 5                    | Чехословаччина                  | 1      | 0      | 1      | 2       |
| 6                    | Угорщина                        | 1      | 0      | 0      | 1       |
| 7                    | Південно-Африканська Республіка | 0      | 1      | 1      | 2       |
| 8                    | Гана                            | 0      | 1      | 0      | 1       |
| 9                    | Велика Британія                 | 0      | 0      | 3      | 3       |
| 10                   | Австралія                       | 0      | 0      | 2      | 2       |
| 11                   | Єгипет                          | 0      | 0      | 1      | 1       |
| 11                   | Аргентина                       | 0      | 0      | 1      | 1       |
| 11                   | Об'єднана німецька команда      | 0      | 0      | 1      | 1       |
| 11                   | Румунія                         | 0      | 0      | 1      | 1       |
| 11                   | Фінляндія                       | 0      | 0      | 1      | 1       |
| 11                   | Японія                          | 0      | 0      | 1      | 1       |
| Загалом (16 збірних) | Загалом (16 збірних)            | 10     | 10     | 20     | 40      |

## Медалісти
| Вагова категорія                   | Золото                           | Срібло                                          | Бронза                                         |
| ---------------------------------- | -------------------------------- | ----------------------------------------------- | ---------------------------------------------- |
| Найлегша вага (до 51 кг)           | Дьюла Терек · Угорщина           | Сергій Сівко · СРСР                             | Абдель Монем Ель-Джунді · Єгипет               |
| Найлегша вага (до 51 кг)           | Дьюла Терек · Угорщина           | Сергій Сівко · СРСР                             | Танабе Кійосі · Японія                         |
| Найлегша вага (до 54 кг)           | Олег Григор'єв · СРСР            | Прімо Дзампаріні · Італія                       | Олівер Тейлор · Австралія                      |
| Найлегша вага (до 54 кг)           | Олег Григор'єв · СРСР            | Прімо Дзампаріні · Італія                       | Брунон Бендіг · Польща                         |
| Напівлегкий вага (до 57 кг)        | Франческо Муссо · Італія         | Єжі Адамський · Польща                          | Йорма Лімммонен · Фінляндія                    |
| Напівлегкий вага (до 57 кг)        | Франческо Муссо · Італія         | Єжі Адамський · Польща                          | Вільям Меєрс · Південно-Африканська Республіка |
| Легка вага (до 60 кг)              | Казимир Паздзьор · Польща        | Сандро Лопополо · Італія                        | Річард Мактаггарт · Велика Британія            |
| Легка вага (до 60 кг)              | Казимир Паздзьор · Польща        | Сандро Лопополо · Італія                        | Абель Лаудоніо · Аргентина                     |
| Перша напівсередня вага (до 64 кг) | Богуміл Немечек · Чехословаччина | Клемент Кворті · Гана                           | Мар'ян Каспшик · Польща                        |
| Перша напівсередня вага (до 64 кг) | Богуміл Немечек · Чехословаччина | Клемент Кворті · Гана                           | Квінсі Деніелс · США                           |
| Напівсередня вага (до 67 кг)       | Ніно Бенвенуті · Італія          | Юрій Радоняк · СРСР                             | Джиммі Ллойд · Велика Британія                 |
| Напівсередня вага (до 67 кг)       | Ніно Бенвенуті · Італія          | Юрій Радоняк · СРСР                             | Лешек Дрогош · Польща                          |
| Перша середня вага (до 71 кг)      | Вілберт Какклур · США            | Кармело Боссі · Італія                          | Вільям Фішер · Велика Британія                 |
| Перша середня вага (до 71 кг)      | Вілберт Какклур · США            | Кармело Боссі · Італія                          | Борис Лагутін · СРСР                           |
| Середня вага (до 75 кг)            | Едвард Крук · США                | Тадеуш Валасек · Польща                         | Йон Моня · Румунія                             |
| Середня вага (до 75 кг)            | Едвард Крук · США                | Тадеуш Валасек · Польща                         | Євген Феофанов · СРСР                          |
| Напівважка вага (до 81 кг)         | Кассіус Клей · США               | Збігнев Петшиковський · Польща                  | Джуліо Сарауді · Італія                        |
| Напівважка вага (до 81 кг)         | Кассіус Клей · США               | Збігнев Петшиковський · Польща                  | Ентоні Медіган · Австралія                     |
| Важка вага (понад 81 кг)           | Франко Де Пікколі · Італія       | Деніел Беккер · Південно-Африканська Республіка | Гюнтер Зігмунд · Німеччина                     |
| Важка вага (понад 81 кг)           | Франко Де Пікколі · Італія       | Деніел Беккер · Південно-Африканська Республіка | Йозеф Немец · Чехословаччина                   |